# Campionati mondiali di pentathlon moderno 1998
I campionati mondiali di pentathlon moderno 1998 si sono svolti a Città del Messico, in Messico, dove si sono disputate le gare maschili e femminili, individuali ed a squadre.

## Risultati

### Maschili
| Evento              | Oro                                                      | Argento                                                             | Bronzo                                                      |
| Individuale         | Sébastien Deleigne                                       | Vakht'ang Iagorashvili                                              | Andrej Smirnov                                              |
| A squadre           | Messico Horacio de la Vega Sergio Salazar Abdías Salazar | Ungheria Gábor Balogh Ákos Hanzély Péter Sárfalvi                   | Francia Frédéric Clercq Sébastien Deleigne Christophe Ruer  |
| Staffetta a squadre | Germania Jan Veder Oliver Strangfeld Valeri Andreev      | Lituania Andrejus Zadneprovskis Edvinas Krungolcas Eugenius Senuita | Francia Olivier Clergeau Frédéric Clercq Sébastien Deleigne |

### Femminili
| Evento              | Oro                                                        | Argento                                              | Bronzo                                              |
| Individuale         | Anna Sulima                                                | Zsuzsanna Vörös                                      | Paulina Boenisz                                     |
| A squadre           | Polonia Paulina Boenisz Dorota Idzi Anna Sulima            | Regno Unito Kate Allenby Sian Lewis Stephanie Cook   | Ungheria Bea Simóka Zsuzsanna Vörös Katalin Partics |
| Staffetta a squadre | Polonia Iwona Dabrowska-Kowalewska Dorota Idzi Anna Sulima | Germania Tanja Meyer-Efland Elena Reiche Kim Raisner | Regno Unito Stephanie Cook Julia Allen Kate Allenby |

## Medagliere
| Posizione | Paese       |   |   |   | Totale |
| --------- | ----------- | - | - | - | ------ |
| 1         | Polonia     | 3 | 0 | 1 | 4      |
| 2         | Germania    | 1 | 1 | 0 | 2      |
| 3         | Francia     | 1 | 0 | 2 | 3      |
| 4         | Messico     | 1 | 0 | 0 | 1      |
| 5         | Ungheria    | 0 | 2 | 1 | 3      |
| 6         | Regno Unito | 0 | 1 | 1 | 2      |
| 7         | Lituania    | 0 | 1 | 0 | 1      |
| 7         | Stati Uniti | 0 | 1 | 0 | 1      |
| 9         | Bielorussia | 0 | 0 | 1 | 1      |
| Totale    | Totale      | 6 | 6 | 6 | 18     |